# Santa Clara, California
Santa Clara, California là một thành phố tại Hạt Santa Clara, tiểu bang California, Hoa Kỳ. Dân số theo điều tra năm 2010 là 116.468 người, diện tích là 47,675 km². 
Santa Clara được thành lập vào năm 1777 và thành thành phố năm 1852.
Santa Clara nằm ở trung tâm của Thung lũng Silicon, và là trụ sở của Intel, AMD, Applied Materials, Sun Microsystems, NVIDIA, Agilent Technologies, và nhiều công ty công nghệ cao khác. Đó là trường Cao đẳng Sứ mệnh và Đại học Santa Clara, sau này là tổ chức lâu đời nhất của học tập cao hơn ở tiểu bang California.